# Konstantin Titow
Konstantin Aleksiejewicz Titow (ros. Константин Алексеевич Титов; ur. 30 października 1944 w Moskwie) – rosyjski polityk. Był senatorem z obwodu samarskiego w latach 2007-2014 i gubernatorem obwodu samarskiego w latach od 1991 do 2007.
W 2000 roku kandydował na prezydenta Rosji, ale przegrał wybory. Zdobył 1,5% głosów.